# 슈클로우

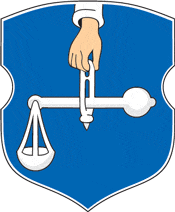
시 문장

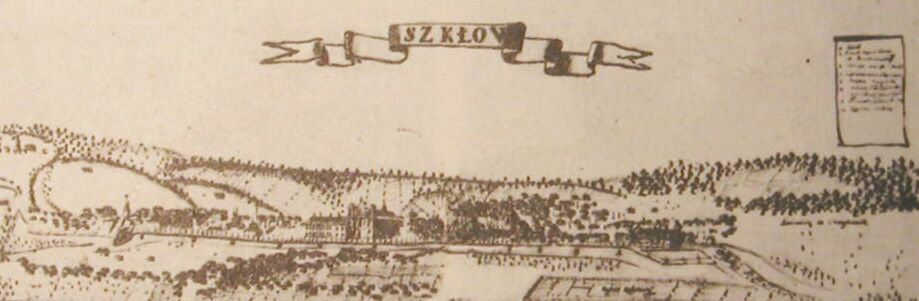
18세기 슈클로우 시가지를 묘사한 그림

슈클로우(벨라루스어: Шклоў, 러시아어: Шклов 시클로프[*])는 벨라루스 마힐료우 주에 위치한 도시로, 마힐료우(마힐료우 주의 주도)에서 북쪽으로 35km 정도 떨어진 곳에 위치한다. 인구는 15,900명(2004년 기준)이다.